# 雪山冬青
雪山冬青（学名：Ilex tugitakayamensis）是冬青科冬青属的植物，为台灣特有植物。分布于台灣海拔1,500米至2,500米的地区，一般生于山地林中，目前已由人工引种栽培。